# Мистик (серия фильмов «Люди Икс»)
Мистик (англ. Mystique), настоящее имя Рэйвен Даркхолм (англ. Raven Darkhölme) — героиня серии фильмов о Людях Икс от компании 20th Century Fox, основанная на одноимённом персонаже Marvel Comics, созданном сценаристом Крисом Клэрмонтом и художником Дэйвом Кокрумом. Мистик дебютировала в фильме «Люди Икс» (2000) в исполнении американской актрисы и модели Ребекка Ромейн, в то время как американская актриса Дженнифер Лоуренс играла её молодую версию, начиная с картины «Люди Икс: Первый класс» (2011).
Даркхолм родилась мутантом, обладающим способностью менять внешность. Брошенная своими родителями в юном возрасте Рэйвен познакомилась с вундеркиндом-телепатом Чарльзом Ксавьером, который приютил её, после чего между ними сформировались братско-сестринские отношения. Долгое время она скрывала её необычную внешность и стремилась быть похожей на людей, однако, повстречав ещё одного мутанта Эрика Леншерра, перестала стыдиться своего происхождения и стала радикальным борцом за интересы их вида.
Критики высоко оценили как версию Ромейн, так и Лоуренс; обе актрисы были удостоены различных наград и номинаций.

## Создание образа

### Первое появление персонажа
Образ героини придумал художник Дэйв Кокрум. Сценарист Крис Клэрмонт дал ей имя «Мистик» и с позволения Кокрама включил её в сюжет комикса Ms. Marvel #16 (май 1978). Настоящая внешность Мистик была раскрыта в комиксе Ms. Marvel #18 (июнь 1978), а на обложке героиня впервые появилась в The Avengers Annual #10 (1981).

### Кастинг и исполнение
В 1999 году на роль Мистик рассматривались такие актрисы, как: Люси Лью, Джина Гершон и Джери Райан. Эмбер Хёрд проходила прослушивание на роль Рэйвен Даркхолм в фильме «Люди Икс: Первый класс». Изначально Дженнифер Лоуренс подписала контракт на появление в образе героини в трёх фильмах, но также приняла участие в съёмках «Тёмного Феникса», так как не хотела оставлять судьбу Мистик неопределённой. В «Первом классе» 10-летнюю Рэйвен сыграла Морган Лили. Вики Филлипс исполняла трюки вместо Ромейн, а Рене Манимейкер подменяла в боевых сценах Лоуренс.
В интервью ComicBook.com 2023 года, посвящённому сериалу «Звёздный путь: Странные новые миры», Ромейн усомнилась в возвращении к роли Мистик в Кинематографической вселенной Marvel, после того, как Marvel Studios наняла Патрика Стюарта для съёмок в картине «Доктор Стрэндж: В мультивселенной безумия» (2022), но, в то же время, выразила готовность рассмотреть предложение студии.

### Грим и визуальные эффекты
Чтобы преобразить Ромейн в Мистик визажисты по спецэффектам покрывали три четверти её тела силиконовыми протезами, а на остальные участки наносили синюю краску; этот процесс занимал восемь часов, в то время как грим стирался два часа, из-за чего актрисе приходилось быть на съёмочной площадке в течение 24 часов. В последние дни съёмок «Людей Икс» гримерам требовалось четыре часа, а во время производственного процесса «Людей Икс 2» (2003) им было достаточно четырёх с половиной часов. Сцены перевоплощения создавались с помощью компьютерной графики. За создание протезов отвечал визажист Горд Смит; они представляли собой помесь силикона и латекса, что сделало их самоклеящимися и пригодными для последующего использования. По словам Смита, для грима Саблезубого использовались те же материалы.
Ромейн рассказала о сложностях, с которыми ей приходилось сталкиваться при нанесении макияжа:
…день за днём с кожи смывали грим. Я становилась розовой, подобно сырому мясу, и это выглядело жутко, а затем, чтобы убрать краску, меня мазали химикатом. Он обжигал кожу, если я передерживала его слишком долго. Поэтому мне приходилось перебегать из трейлера для нанесения грима в трейлер с душем, который команда подготовила для нас с Аланом [Каммингом]. Друг познаётся в беде. […] Мы забегали туда со всеми этими примесями, после чего наша кожа горела, когда на неё попадала вода. Трейлер был так красиво обставлен, но довольно часто не работал. Это было ужасно. Иногда Алан буквально заходил ко мне в слезах. Было действительно больно.
Во время съёмок фильма «Первого класса» Лоуренс также тяжело переживала процесс нанесения грима, после которого на её коже образовывались волдыри, а сама актриса нуждалась в медицинской помощи; по этой причине в «Днях минувшего будущего» вместо полноценного грима она носила облегающий костюм. Если в «Первом классе» для нанесения грима требовалось восемь или девять часов, то в «Днях минувшего будущего» процесс занимал три или четыре часа.

### Характеристика
В ранних комиксах с её участием Мистик была одной из второстепенных врагов Кэрол Денверс (Мисс Марвел), после чего она стала одной из ключевых персонажей в историях о Людях Икс. Образ Мистик в фильмах-приквелах не соотносится с её прошлым из комиксов, что не понравилось фанатам. Расширение роли героини объяснялось растущей популярностью актрисы Дженнифер Лоуренс после выхода фильма «Голодные игры» (2012), где она сыграла Китнисс Эвердин; ко всему прочему, после выхода «Первого класса» Лоуренс взяла премию «Оскар» за лучшую женскую роль в картине «Мой парень — псих» (2012). Как в комиксах, так и в оригинальной кинотрилогии не упоминались взаимоотношения Мистик и Чарльза Ксавьера.
Предполагается, что Мистик стала более холодной и циничной после захвата сторонниками Боливара Траска; при этом учёный заявлял, что для проведения исследований ему необходимы костный мозг и мозговая ткань мутанта, извлечение которых могло привести к изменению личности Рэйвен. В обновлённом таймлайне, возникшем после событий «Дней минувшего будущего», Мистик не попадает в плен, и, вместо этого спасает президента и становится героиней как для людей, так и для мутантов, в частности для Шторм и Джин Грей, которые называют её своим кумиром.
В отличие от экранизации «Дней минувшего будущего» в оригинальном комиксе Криса Клэрмонта Мистик возглавила Братство мутантов, чтобы убить сенатора Роберта Келли; в фильме же её целью становится Боливер Траск, но при этом сама Мистик действует, однако, в обоих произведениях Людям Икс удаётся остановить её.
В комиксах Мистик является матерью Ночного Змея, которого родила от своего бывшего напарника Азазеля; по словам режиссёра «Тёмного Феникса» Саймона Кинберга, в этой киносерии Мистик — дочь Азазеля, а не его возлюбленная, хотя в самих фильмах об этом умалчивается. Кроме того, в комиксах у неё есть ещё один сын от Саблезубого по имени Грейдон Крид. Кроме того, в первоисточнике замедленное старение Мистик объясняется её уникальной физиологией, в фильмах же это никак не объясняется. В комиксах Мистик как правило носит открытый белый костюм, который можно увидеть в финале фильма «Люди Икс: Апокалипсис».
Ко всему прочему, в комиксах Мистик является бисексуалкой, приёмной материю Шельмы редко сотрудничает Магнето, не владеет боевыми искусствами, а больше полагается на оружие.

## Биография

### Оригинальный таймлайн
Юная Рэйвен знакомится с мутантом Чарльзом Ксавьером во время проникновения в его семейный особняк в поисках еды. Она принимает облик его матери, чтобы отвести от себя подозрения, но Чарльз, при помощи своих телепатических способностей раскрывает обман. Он предлагает ей остаться, после чего между Даркхолм и Ксавьером формируются братско-сестринские отношения. Годы спустя, повзрослевшая Рэйвен становится одной из первых членов команды Чарльза под названием Люди Икс и помогает ему привлечь других мутантов на сторону правительства США. Тогда же она придумывает себе прозвище «Мистик».
В оригинальном таймлайне в 1973 году Рэйвен отправляется в Париж, где убивает недруга мутантов доктора Боливара Траска; из-за этого правительство США начинает относиться к мутантам как к угрозе и утверждает программу Траска «Стражи». Вскоре чиновники захватывают Мистик и ставят над ней опыты, а её ДНК используют для совершенствования Стражей. Годы спустя Мистик похищает ярого ненавистника мутантов сенатора Роберта Келли, которого затем Магнето превращает в мутанта, намереваясь сделать то же самое и с другими политиками. В конечном итоге план Магнето срывают Люди Икс. Некоторое время спустя, Мистик раскрывает замысел Уильяма Страйкера, заключающийся в создании второго Церебро, а затем помогает Магнето сбежать из тюрьмы, соблазнив одного из его надзирателей в человеческом обличии и введя в его организм железо. Затем Мистик и Магнето присоединяются к Людям Икс, чтобы остановить Страйкера, который при помощи своего сына-мутанта Джейсона манипулирует Ксавьером и отдаёт приказ уничтожить всех мутантов при помощи Церебро. Невосприимчивый к телепатии Джейсона благодаря своему шлему Магнето останавливает Джейсона и срывает план Страйкера. В какой-то момент Рэйвен захватывают военные, а затем допрашивают её о местонахождении Магнето. Тот освобождает её из передвижной тюрьмы для мутантов, однако во время побега военные стреляют ему в спину «лекарством» от мутации и Мистик заслоняет Магнето своим телом. Потерявшая силы Мистик становится бесполезной для Магнето и тот оставляет её. В отместку Рэйвен раскрывает правительству местоположение его штаб-квартиры.

### Обновлённый таймлайн
ДНК Рэйвен позволяет Стражам адаптироваться к способностям других мутантов, в результате чего они истребляют практически всех мутантов на Земле и порабощают человечество. Чтобы не допустить этого, Логан, Магнето, Ксавьер и Зверь предотвращают попытку Мистик убить Траска в Париже, в результате чего тот сбегает. Магнето решает убить Рэйвен, чтобы обезопасить их будущее, но терпит неудачу, однако сторонники Траска всё же добывают её кровь для дальнейших экспериментов. Мистик собирается убить Траска во время презентации Стражей у Белого дома, но в её планы вмешивается Магнето, который подчиняет Стражей, чтобы убить президента Ричарда Никсона, и, тем самым, показать человечеству последствия войны с мутантами. Росомаха и Зверь отвлекают Магнето, благодаря чему Мистик выводит его из равновесия и спасает Никсона. Она готовится убить Траска, однако Ксавьеру удаётся переубедить её. Спасение президента, а также сохранение жизни Траска, в отношении которого правительство проводит судебное расследование, приводят к отмене программы Стражей и появлению альтернативной линии времени.
В 1983 году Мистик спасает молодого мутанта Ночного Змея. Она приводит его в Особняк Икс и воссоединяется с Ксавьером и Зверем, которых предупреждает о возвращении Магнето. В дальнейшем Мистик объединяется с Людьми Икс и становится их лидером. В 1992 году она возглавляет команду в миссии по спасению астронавтов США. Когда одна из её товарищей Джин Грей получает силу Феникса, Мистик пытается помочь ей, однако Джин случайно убивает Рэйвен в гневе.

## Другие появления
Мистик появляется в игре X-Men Origins: Wolverine (2009), вольной интерпретации событий одноимённого фильма, где её озвучила актриса Анна Грейвз. Она помогает Логану освободить Джона Рэйта, с которым состоит в отношениях. Рэйт заявляет, что хотел бы назвать их будущего ребёнка Куртом.

## Восприятие и влияние
The Hollywood Reporter поместил версию Лоуренс на 42-е место среди «величайших киновоплощений в супергеройских фильмах в истории». В списке GamesRadar «50 лучших злодеев кинокомиксов всех времён» версия Лоуренс заняла 20-е место. На сайте-агрегаторе рецензий Rotten Tomatoes версия Ромейн заняла 16-е место среди «20 лучших злодеев из супергеройских фильмов».
Рецензенты как правило вскользь упоминали Мистик в обзорах на оригинальную трилогию; В рецензии на картину «Люди Икс 2» Роджер Эберт описал её как «перевёртыша с восхитительными формами». Тодд Маккарти из The Hollywood Reporter высоко оценил молодую версию героини из фильма «Люди Икс: Первый класс»: «Лучше всего Лоуренс удаётся показать чувства стыда и непринятия своей естественной внешности, которую она скрывает за человеческой оболочкой» . Джастин Чанг из Variety охарактеризовал Лоуренс и Николаса Холта как «двух молодых людей, пытающихся найти своё место во враждебном мире».
Шон О’Коннелл из CinemaBlend отметил, что в «Днях минувшего будущего» Мистик «позиционируется как серьёзная угроза для киновселенной, однако её мотивация в лучшем случае туманна». Стив Роуз из The Guardian выразил мнение, что Мистик является «ключом к успеху миссии, но, несмотря на её способность изменять внешность, большую часть фильма она ходит практически обнажённой, не считая покрывающего тело синего грима».

### Награды и номинации
| Год  | Актриса           | Фильм                              | Награда                                                    | Категория | Результат |
| ---- | ----------------- | ---------------------------------- | ---------------------------------------------------------- | --- | --------- |
| 2001 | Ребекка Ромейн    | «Люди Икс»                         | Blockbuster Entertainment Awards                           | Любимая актриса второго плана — научная фантастика                                                                    | Победа    |
| 2001 | Ребекка Ромейн    | «Люди Икс»                         | 27-я церемония награждения премии «Сатурн»                 | Лучшая киноактриса второго плана                                                                                      | Победа    |
| 2003 | Ребекка Ромейн    | «Люди Икс 2»                       | Teen Choice Awards                                         | Лучшая киноактриса — драма / приключенческий боевик                                                                   | Номинация |
| 2003 | Ребекка Ромейн    | «Люди Икс 2»                       | Teen Choice Awards                                         | Лучший обманщик в кино                                                                                                | Номинация |
| 2011 | Дженнифер Лоуренс | «Люди Икс: Первый класс»           | Teen Choice Awards                                         | Лучший актёрский прорыв                                                                                               | Номинация |
| 2011 | Дженнифер Лоуренс | «Люди Икс: Первый класс»           | Teen Choice Awards                                         | Лучшая экранная химия (совместно с Лукасом Тиллом, Николасом Холтом, Зои Кравиц, Калебом Лэндри Джонсом и Эди Гатеги) | Номинация |
| 2011 | Дженнифер Лоуренс | «Люди Икс: Первый класс»           | 6-я церемония награждения премии «Scream»                  | Лучшая актриса — фэнтези                                                                                              | Номинация |
| 2012 | Дженнифер Лоуренс | «Люди Икс: Первый класс»           | 38-я церемония награждения премии «People’s Choice Awards» | Лучший супергерой | Номинация |
| 2014 | Дженнифер Лоуренс | «Люди Икс: Дни минувшего будущего» | Teen Choice Awards                                         | Лучшая киноактриса — фантастика / фэнтези                                                                             | Победа    |
| 2014 | Дженнифер Лоуренс | «Люди Икс: Дни минувшего будущего» | Молодой Голливуд                                           | Любимая киноактриса                                                                                                   | Номинация |
| 2016 | Дженнифер Лоуренс | «Люди Икс: Апокалипсис»            | People’s Choice Awards                                     | Любимая киноактриса                                                                                                   | Победа    |

### Товары
Hasbro выпустила несколько версий фигурки Мистик в серии Marvel Legends; в 2020 году в честь 20-летия картины «Люди Икс» компания создала фигурку, стилизованную под киновоплощение Ребекки Ромейн. В 2014 году во время конвенции Chicago Comic & Entertainment Expo Marvel Select презентовала фигурку Мистик из «Дней минувшего будущего», однако она так и не поступила в продажу, поскольку Дженнифер Лоуренс не дала разрешение на использование её внешности.
Помимо официального мерчендайза фанаты увековечили киноверсию Мистик в виде костюмов, 3D-принтов и косплея.

## Комментарии
1. 1 2 3 4  Эта версия персонажа появляется в оригинальной линии времени серии фильмов «Люди Икс».
2. 1 2 3 4 5  Эта версия персонажа появляется в переработанной линии времени серии фильмов «Люди Икс» после фильма «Люди Икс: Дни минувшего будущего» (2014).